# Камінь Суено
Камінь Суено (англ. Sueno's Stone) — менгір-стела епохи піктів, найбільший піктський камінь у Шотландії. Камінь У 1990-х роках був поміщений у броньований скляний корпус для захисту від будь-якого виду вандалізму та ерозії.
Камінь знаходиться на північному сході Шотландії у місті Форрес. Камінь 6,5 м у висоту та 1,35 м. в ширину. Це свого роду «Траянова колона» піктів. На одній стороні каменю висічений кельтський хрест, а на іншій — більше сотні фігурок воїнів. 
Верхня частина каменю сильно пошкоджена ерозією. Тут видно силуети трьох фігур, що стоять схрестивши руки на грудях. Можливо, цих фігур було п'ять, але, може бути, вони символізують собою Святу Трійцю або бога війни. Нижче показаний збір кінноти, ще нижче зображений король у супроводі чотирьох охоронців. У середній третині каменю показана сама битва. Герої ведуть поєдинок, за ними стежать воїни. Воїни озброєні мечами, слідують за лучниками, а лучники йдуть за кіннотою, зображеної схематично через нестачу місця. Але, може бути це бойові собаки, яких ведуть поводирі. Кельтські священики з жезлами дзвонять у кельтський прямокутний дзвін. Поруч лежать сім страчених: тіла і відсічені голови. 
На нижній третині каменю зображено переслідування переможцями переможених. Тут ми бачимо ще більше відрубаних голів. Одна голова поміщена в клітку для публічного показу. 
Камінь датується IX ст. Існує безліч припущень щодо зображеного на камені. Загальний стиль і ряд деталей дозволяють припустити, що цей камінь поставлений після сходження на престол Коннета МакАльпіна. Однак виготовляли цей камінь явно пікти. Інший варіант: тут показані дві битви за участю самого Альпіна, його перша перемога і подальше поразку. Тоді голова в клітці належить самому Альпіну.